# Laguna Naineck
Laguna Naineck ou Laguna Naick Neck est une localité argentine située dans le département de Patiño, province de Formosa.
La terre autour de Laguna Naick-Neck est très plate. L'altitude la plus élevée est autour de 83 mètres et se trouve à 1,4 km au nord-ouest de Laguna Naick-Neck. La localité compte environ 15 habitants par kilomètre carré autour de Laguna Naick-Neck a une petite population.